# Jake Stewart
Thomas Jake Stewart (* 2. října 1999) je britský profesionální silniční cyklista jezdící za UCI ProTeam Israel–Premier Tech. Stewart se měl původně k týmu Groupama–FDJ připojit na začátku sezóny 2021 poté, co s ním v srpnu 2020 podepsal dvouletý kontrakt, ale z Groupama–FDJ Continental Teamu byl nakonec povýšen dříve a s elitním týmem si odbyl debut již na klasice Gent–Wevelgem.

## Hlavní výsledky

### Silniční cyklistika
2016
Junior Tour of Wales
3. místo celkově
2017
Mistrovství světa
5. místo silniční závod juniorů
2018
2. místo Kattekoers
3. místo Trofeo Piva
2019
Národní šampionát
3. místo silniční závod do 23 let
3. místo Ronde van Vlaanderen Beloften
3. místo Eschborn–Frankfurt Under–23
Le Triptyque des Monts et Châteaux
5. místo celkově
8. místo Paříž–Roubaix Espoirs
2020
Tour du Limousin
2. místo celkově
 vítěz soutěže mladých jezdců
2021
2. místo Omloop Het Nieuwsblad
Étoile de Bessèges
4. místo celkově
 vítěz soutěže mladých jezdců
6. místo Nokere Koerse
2022
Tour de l'Ain
vítěz 1. etapy
Čtyři dny v Dunkerku
3. místo celkově
 vítěz soutěže mladých jezdců
3. místo Grand Prix du Morbihan
Boucles de la Mayenne
6. místo celkově
 vítěz soutěže mladých jezdců
Tour of Britain
8. místo celkově
8. místo Binche–Chimay–Binche
2023
Tour de l'Ain
vítěz 1. etapy
2024
8. místo Circuit de Wallonie
10. místo Elfstedenronde

#### Výsledky na Grand Tours
| Grand Tour      | 2022 | 2023 | 2024 |
| --------------- | ---- | ---- | ---- |
| Giro d'Italia   | —    | 92   | —    |
| Tour de France  | —    | —    | DNF  |
| Vuelta a España | DNF  | —    |      |

| —   | Nezúčastnil se |
| DNF | Nedokončil     |

### Dráhová cyklistika
2016
Národní šampionát
 3. místo madison (s Fredem Wrightem)
2017
Národní juniorský šampionát
 vítěz madisonu (s Rhysem Brittonem)
Národní šampionát
 2. místo madison (s Joem Holtem)
Mistrovství Evropy juniorů
 2. místo týmová stíhačka
 3. místo madison (s Rhysem Brittonem)
2018
Národní šampionát
 vítěz týmové stíhačky